# Rubia cordifolia

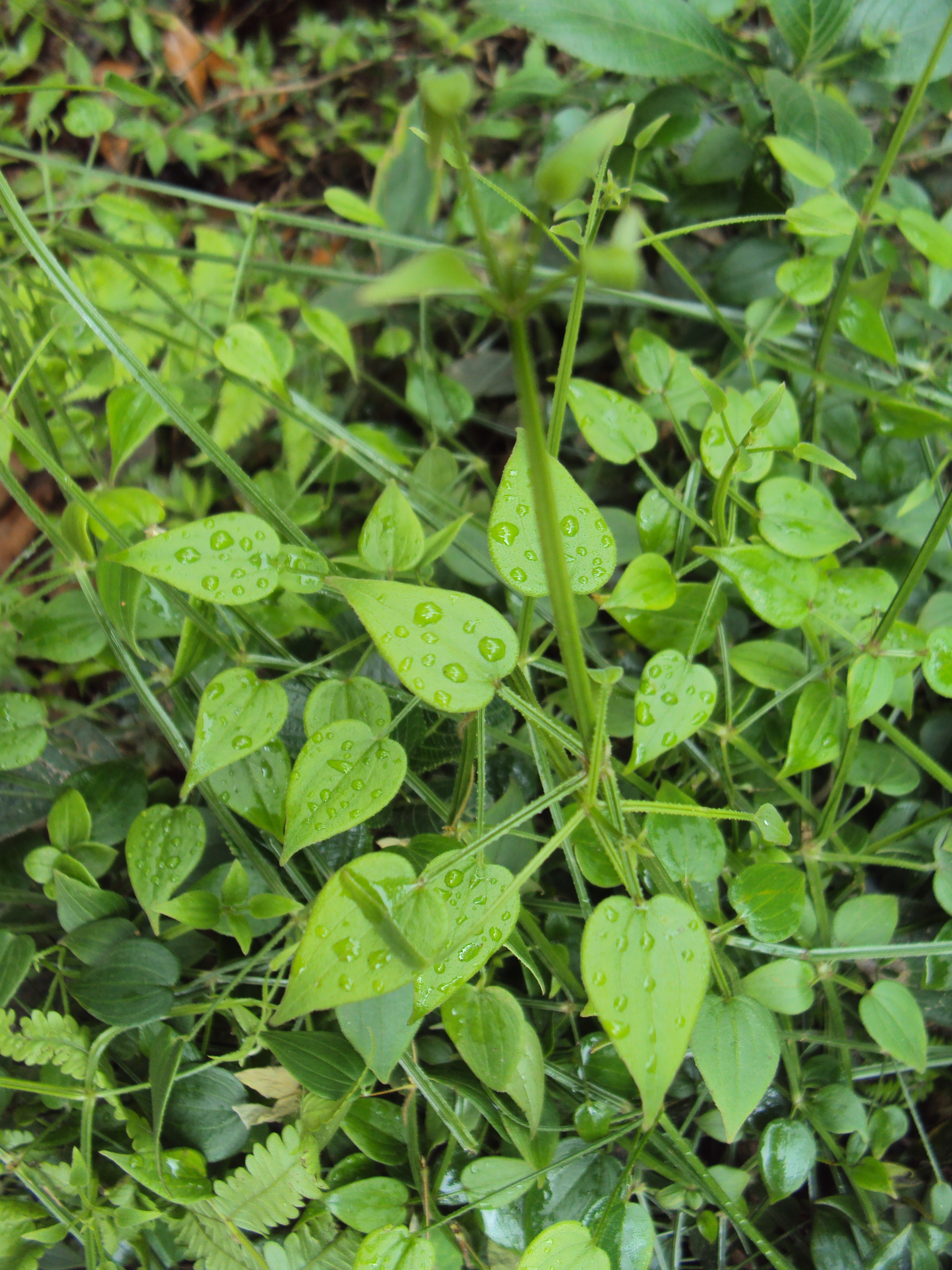
Vista da planta.

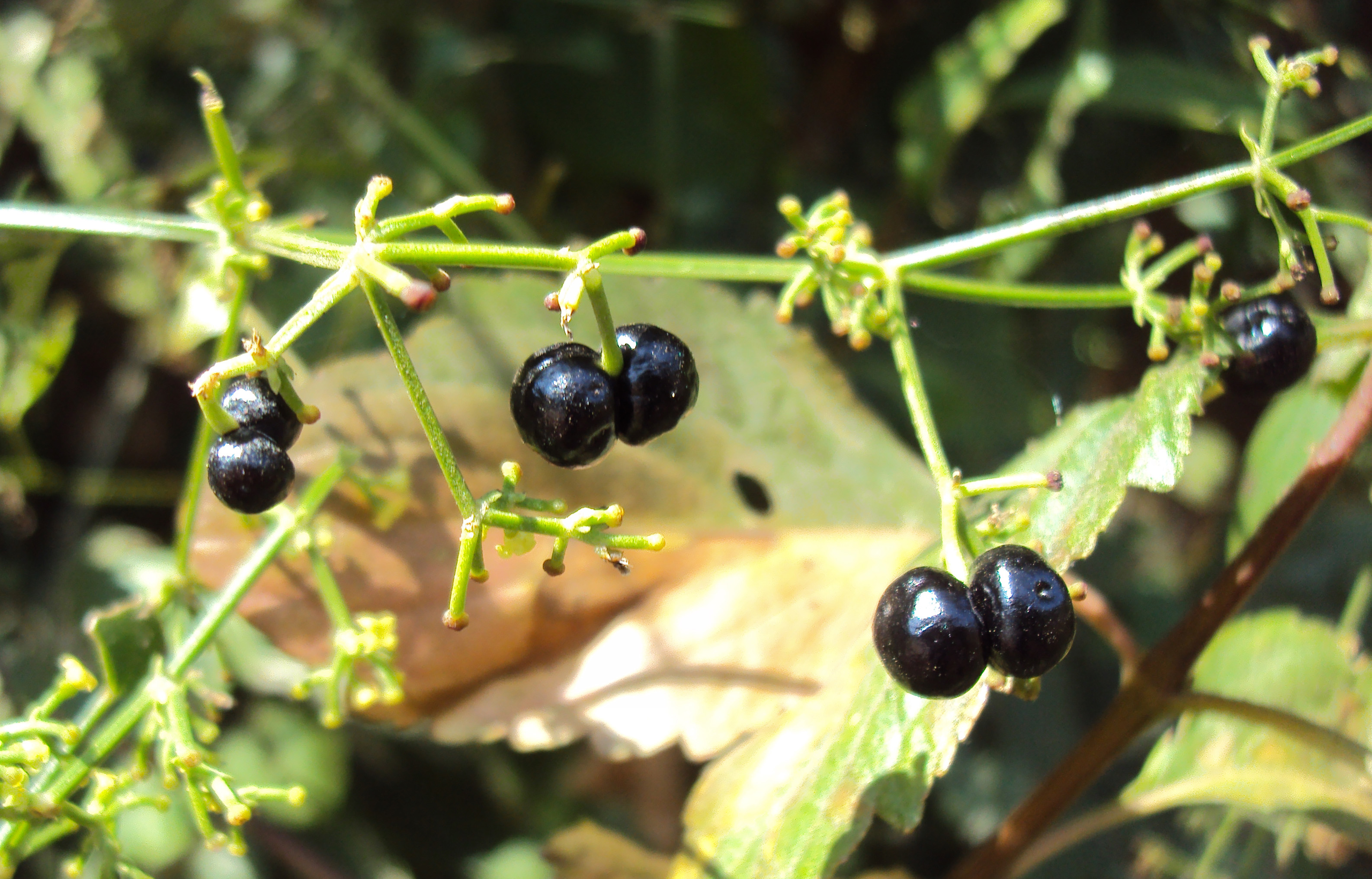
Frutos.

Rubia cordifolia L. é uma espécie de plantas com flor herbáceas pertencente à família das rubiáceas. Foi cultivado para produção de um pigmento vermelho derivado das suas raízes. A espécie tem distribuição natural no sueste da Europa, Médio Oriente e Norte de África.

## Descrição
R. cordifolia é uma planta herbácea que pode crescer até ao 1,5 m de altura. As folhas são perenes e têm 5–10 cm de comprimento e 2–3 cm de altura, agrupadas em verticilos em forma de estrela, de 4-7 folhas cada, ao longo do caule central. Trepa com recurso a pequenos ganchos nas folhas e caules.
As flores são pequenas (3–5 mm de diâmetro), com cinco pétalas de coloração amarelo pálido, agrupadas em  racimos densos. Florescem de junho a agosto. O fruto é uma pequena (4–6 mm de diâmetro) baga de coloração vermelha a negra.
A raiz pode ter comprimento superior a um metro  e até 12 mm de espessura. A planta prefere solos limosos com um nível constante de humidade elevado.
A espécie é utilizada como planta para a alimentação de larvas de várias espécies de lepidópteros, incluindo Macroglossum stellatarum, a esfinge colibri.

## Usos
A espécie Rubia cordifolia foi economicamente  uma fonte importante para a obtenção de um pigmento vermelho utilizado em tinturaria em muitas regiões de Ásia, Europa e África. Em consequência, foi largamente cultivada desde a antiguidade até meados do século XIX, altura em que o pigmento corante extraído das suas raízes foi substituído por corantes sintéticos.
As raízes da planta contêm um composto orgânico designado por alizarina, que lhes confere uma coloração avermelhada e que quando purificado produz um pigmento corante, de elevada estabilidade mesmo quando exposto à radiação solar, utilizado na confecção de corantes para utilização em têxteis.
O corante para tinturaria produzido a partir da raízes desta espécie é conhecido comercialmente pelo nome de rosa de garança e ainda é utilizado na produção artesanal de têxteis na Índia. Também foi utilizado como pigmento corante para tintas destinadas à pintura artística, sendo nesse mercado conhecido como laca de garança. A mesma substância é também obtida a partir de outras espécies do género Rubia, em particular de Rubia tinctorum, que  também cultivou amplamente na Europa, e da espécie asiática Rubia akane. A descoberta do método de produção da alizarina (um antraceno) por síntese química reduziu em grande medida a procura dos derivados naturais destas plantas.
As raízes desta espécie são também a fonte de obtenção de um medicamento mencionado no Ayurveda, conhecido como Manjistha, e do produto comercializado sob o nome de Manjith.

## Taxonomia
Rubia cordifolia foi descrita por Carolus Linnaeus e publicada em Systema Naturae, ed. 12 3(app.): 229, no ano de 1768. A etimologia do nome genérico Rubia assenta no latim rubus que significa "rubro". O epíteto específico cordifolia é também derivado do latim e significa "folha em forma de coração".
A espécie têm duas subespécies consideradas taxonomicamente válidas:
- Rubia cordifolia subsp. conotricha (Gand.) Verdc.
- Rubia cordifolia subsp. cordifolia

A espécie tem a seguinte sinonímia:
- Galium cordifolium (L.) Kuntze
- Rubia cordifolia subsp. pratensis Kitam.[6]
- Rubia cordifolia subsp. conotricha (Gand.) Verdc.
  - Rubia conotricha Gand.
  - Rubia longipetiolata Bullock[7]
- Rubia cordifolia subsp. cordifolia
  - Dioscorea verticillata Lam.
  - Rubia alata Wall.
  - Rubia chinensis f. mitis (Miq.) Kitag.
  - Rubia clematifolia Reinw. ex Miq.
  - Rubia cordata Thunb.
  - Rubia javana DC.
  - Rubia lanceolata Hayata
  - Rubia mitis Miq.
  - Rubia pratensis (Maxim.) Nakai
  - Rubia pubescens (Nakai) Nakai
  - Rubia purpurea Decne.
  - Rubia scandens Zoll. & Moritzi
  - Rubia secunda Moon
  - Rubia sylvatica (Maxim.) Nakai